# Silnice II/342
Silnice II/342 je 10,6 kilometrů dlouhou silnicí druhé třídy v Pardubickém kraji spojující obec Valy s městem Heřmanův Městec. Slouží jako přivaděč k Železným horám.

## Trasa
Hlavním je pro silnici II/342 směr severojižní. Začátek silnice se nachází v centru obce Valy na křižovatce se silnicí I/2 a silnicí třetí třídy přicházející z obce Mělice. Na jižním okraji Valů kříží železniční trať Přelouč - Prachovice. Po průchodu lesem následuje ves Veselí, kde se zprava připojuje silnice III/34216 z Přelouče, která v této části slouží jako alternativní směr. Dále silnice II/342 obchází z východu obec Choltice a křižuje její spojnice s Pardubicemi a Chrudimí. Vede dále přibližně jižním směrem přes obce Svinčany, Nákle a Dolní Raškovice a na západním okraji Heřmanova Městce končí na křižovatce se silnicí I/17.

## Význam
Silnice II/342 tvoří jednu z významnějších spojek mezi souběžně vedoucími silnicemi I/2 a I/17. Nemá významnější tranzitní charakter, kdy se zejména u severního zakončení nenachází vhodná navazující komunikace. Více slouží ke spojení Přelouče s oblastí Heřmanova Městce a přilehlých Železných hor a k lokální dopravě.